# Avaz Twist Tower
Avaz Twist Tower – wieżowiec w Sarajewie, w Bośni i Hercegowinie, o wysokości 172 m. Budynek został otwarty w 2008 i posiada 41 kondygnacji. Jest nową siedzibą popularnej w kraju gazety "Avaz". Od chwili ukończenia budowy wieżowiec stał się najwyższym budynkiem na Bałkanach, prześcigając Ušće Tower w Belgradzie, który wraz z anteną ma 141 metrów wysokości.